# Flame war
Flame war er at hetze eller føre hadekampagne i debatfora på internettet.
| Internet | Spire Denne internet-relaterede artikel er en spire som bør udbygges. Du er velkommen til at hjælpe Wikipedia ved at udvide den. |